# アアソウカイ
アアソウカイ（亜阿相界; 学名: Pachypodium geayi）は、マダガスカル南部原産のキョウチクトウ科パキポディウム属の植物の一種。
和名のアアソウカイ（亜阿相界）は、原産地のマダガスカルが、アジア（亜細亜）とアフリカ（阿弗利加）の境界であることに由来する。小説家でサボテン研究家の龍胆寺雄が命名した。アアソウカイは、マダガスカル最大の種のひとつである。
絶滅のおそれのある野生動植物の種の国際取引に関する条約（通称: ワシントン条約、CITES）ではパキポディウム属の植物は3種の例外を除き基本的に全て附属書IIに掲載されており、国際的な取引に当事者国両国の許可が必要となり得るが、
- 種子や花粉
- 試験管で得られた実生か組織培養体で、固体あるいは液体の培養基中にあり、無菌状態のコンテナで輸出入されるもの
- 人工的に繁殖させた植物体の切り花

以上に関しては規制の対象外となる。

## 分布
マダガスカル固有種であり、トゥリアラ州南部および南西部の海抜2-300メートル地帯に生育している。

## 生態
サボテンに似た性質を持ち、乾季に落葉する。
原産地のマダガスカルにおいては半乾燥性の藪・森林・砂丘・インゼルベルクあるいは第三紀の石灰岩・砂丘・片岩上の岩面に生育し（Rapanarivo et al. (1999)）、カナボウノキ Didierea madagascariensis、アリュウボク Alluaudia procera（以上ディディエレア科）、バオバブの仲間アダンソニア・ザ Adansonia za、トウダイグサ科トウダイグサ属のエウフォルビア・ステノクラダ Euphorbia stenoclada、ホウオウボクの仲間 Delonix floribunda (syn. D. adansonioides デロニクス・アダンソニオイデス)、ミカン科の Cedrelopsis grevei、ノウゼンカズラ科の Fernandoa madagascariensis と群落を作る。

## 形態的特徴
多肉柱状で高さ6-8メートル内外、太さ15-20センチメートル、柱状茎は全面に刺が見られ、幹はメタリックグレイである。
葉は頂端部に見られ、薄く、グレイグリーンで、明るいピンクの中肋を持つ。
夏期に白色5弁の筒状花を着生する。

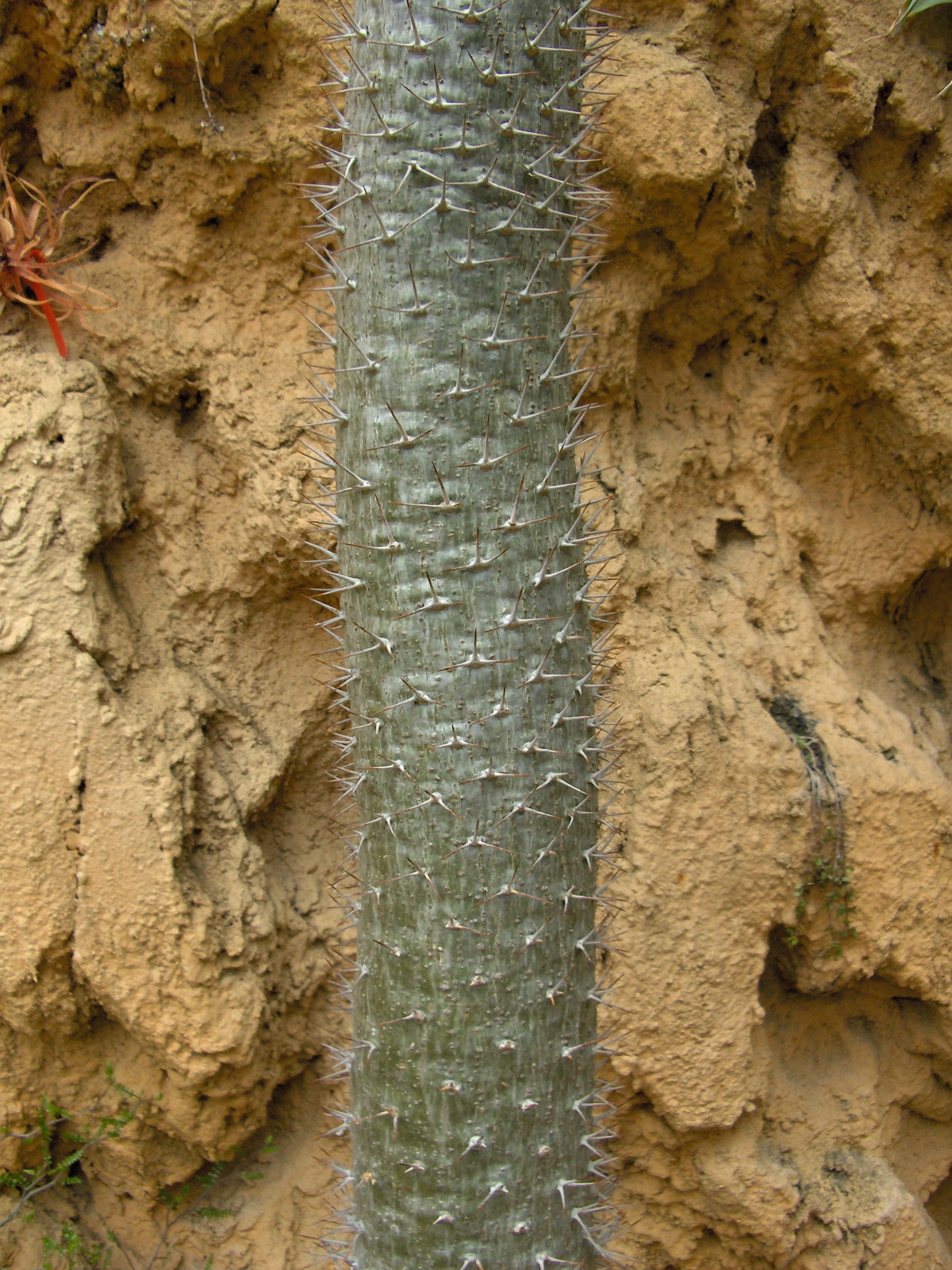
幹
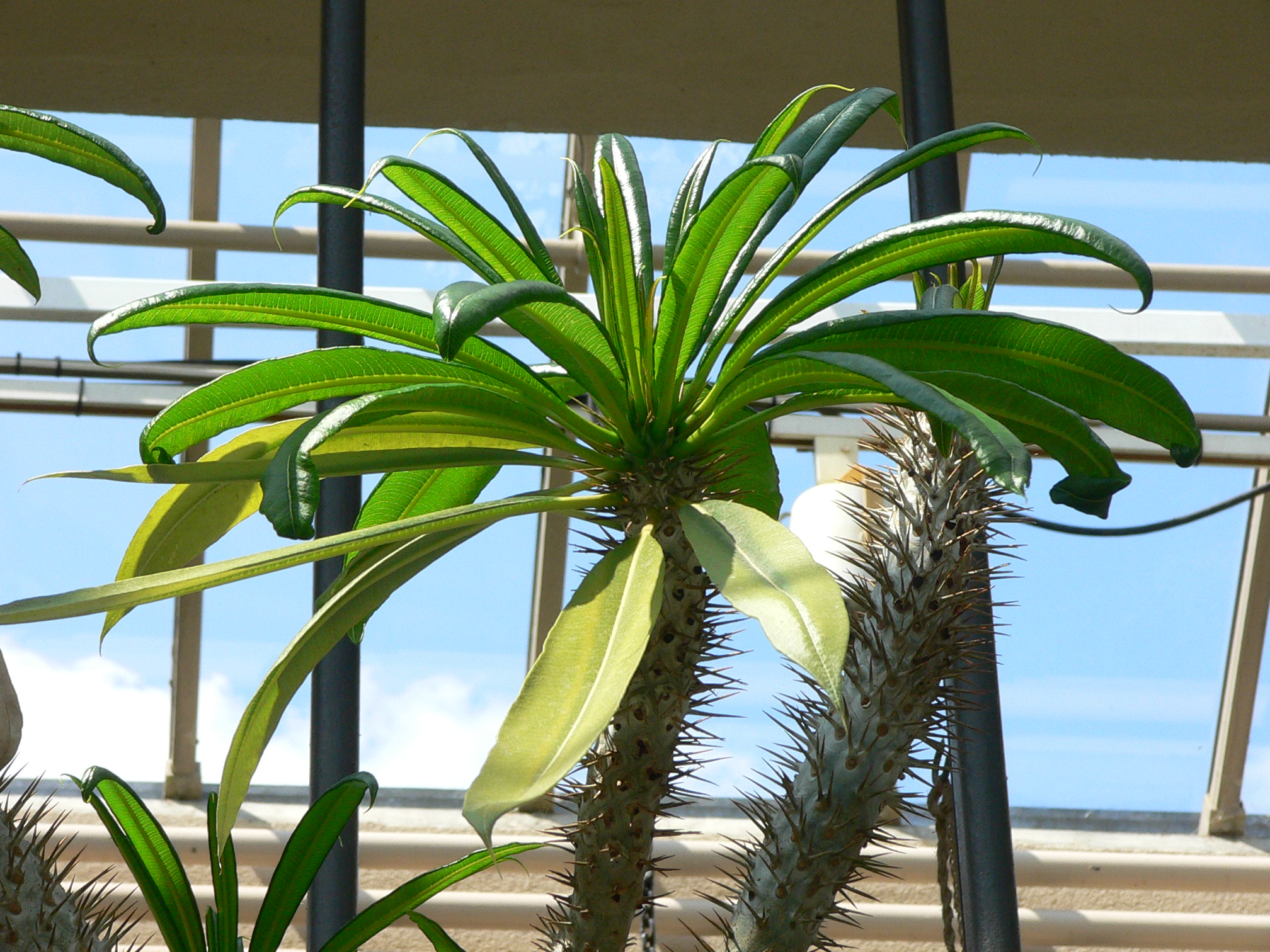
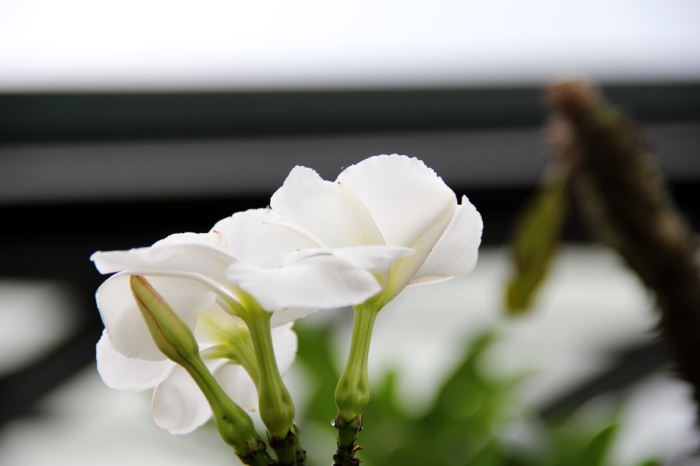
花

## 関連文献
英語:
- Rapanarivo, S.H.J.V.; Lavranos, J.J.; Leeuwenberg, A.J.M.; Röösli, W. (1999). Pachypodium (Apocynaceae) Taxonomy, habitats and cultivation. Rotterdam/Brookfield: A.A.Balkema